# Severînî, Starokosteantîniv
Severînî (în ucraineană Северини) este un sat în comuna Vîșnopil din raionul Starokosteantîniv, regiunea Hmelnîțkîi, Ucraina.

## Demografie
Componența lingvistică a localității Severînî
     Ucraineană (100%)
Conform recensământului din 2001, toată populația localității Severînî era vorbitoare de ucraineană (100%).